# Dicksiepen
Dicksiepen ist eine Hofschaft in Halver im Märkischen Kreis im Regierungsbezirk Arnsberg in Nordrhein-Westfalen (Deutschland).

## Lage und Beschreibung
Dicksiepen liegt auf 372 Meter über Normalnull nördlich des Halveraner Hauptortes oberhalb des Schlechtenbachs. Der Ort ist über eine einzelne Zufahrt vom Hauptort erreichbar, die auch Ober- und Niederlangenscheid anbindet. Weitere Nachbarorte sind Niederhürxtal und Schlechtenbach. 

## Geschichte
Dicksiepen wurde erstmals 1816 urkundlich erwähnt und entstand vermutlich erst um 1810 als ein Abspliss von Schlechtenbach.
Laut der Ortschafts- und Entfernungs-Tabelle des Regierungs-Bezirks Arnsberg wurde Dicksiepen unter dem Namen Diecksipen als Kotten kategorisiert und besaß 1838 eine Einwohnerzahl von 13, allesamt evangelischen Glaubens. Der Ort gehörte zu dieser Zeit der Gloerfelder Dorfbauerschaft innerhalb der Bürgermeisterei Halver an und besaß ein Wohnhaus und ein landwirtschaftliches Gebäude.
Das Gemeindelexikon für die Provinz Westfalen von 1887 gibt eine Zahl von vier Einwohnern an, die in einem Wohnhaus lebten.